# Mauritanie aux Jeux olympiques d'été de 2016
La Mauritanie participe aux Jeux olympiques d'été de 2016 à Rio de Janeiro au Brésil du 5 août au 21 août. Il s'agit de sa 9e participation à des Jeux d'été.

## Athlétisme
| Athlète         | Épreuve      | Qualifications | Qualifications | Séries        | Séries  | Demi-finales | Demi-finales | Finale   | Finale   |
| Athlète         | Épreuve      | Résultat       | Rang           | Résultat      | Rang    | Résultat     | Rang         | Résultat | Rang     |
| --------------- | ------------ | -------------- | -------------- | ------------- | ------- | ------------ | ------------ | -------- | -------- |
| Jidou El Moctar | 100 m hommes | 11 s 44        | 6e             | Éliminé       | Éliminé | Éliminé      | Éliminé      | Éliminé  | Éliminé  |
| Houleye Ba      | 800 m femmes | NC             | NC             | 2 min 43 s 52 | 6e      | Éliminée     | Éliminée     | Éliminée | Éliminée |